# Радовка (Калиновский район)
Радовка (укр. Радівка) — село на Украине, находится в Калиновском районе Винницкой области.
Код КОАТУУ — 0521686803. Население по переписи 2001 года составляет 847 человек. Почтовый индекс — 22415. Телефонный код — 4333.
Занимает площадь 1,78 км².

## Религия
В селе действует храм Рождества Пресвятой Богородицы Калиновского благочиния Винницкой епархии Украинской православной церкви.

## Адрес местного совета
221415, Винницкая область, Калиновский р-н, с. Радовка, ул. Центральная, 1

## Известные люди
- Боримский, Иван Арсеньевич — Герой Украины.